# 동정 (옷)
동정이란 한복에서 쓰이는 용어의 하나이다. 동정은 저고리의 깃 위에 있는 흰 헝겊을 말하는 것으로 한복을 보면 색감이 있는 깃 위에 흰 천이 안쪽에 받쳐 있는 것을 볼 수 있다. 이를 두고 동정이라 지칭한다.
동정을 다는 일은 옷의 매무새를 다져 다림질을 한 후 맨 마지막에 했으며 동정을 달고 깃을 달았다. 때문에 가장 어려운 작업이기도 했다.
동정은 흰색이기 때문에 항상 청결하게 유지하기가 어려운 점이 있었고 일일이 가는 일이 부담스러웠다. 때문에 탈부착이 가능한 동정에 대한 적용도 이뤄지고 있으며 안쪽에 동정을 똑딱이 식 단추로 접붙여 떼었다 붙였다 할 수 있는 경우도 생겨나고 있다.